# 莫爾恰季河
53°38′12″N 25°19′08″E / 53.6367°N 25.3190°E

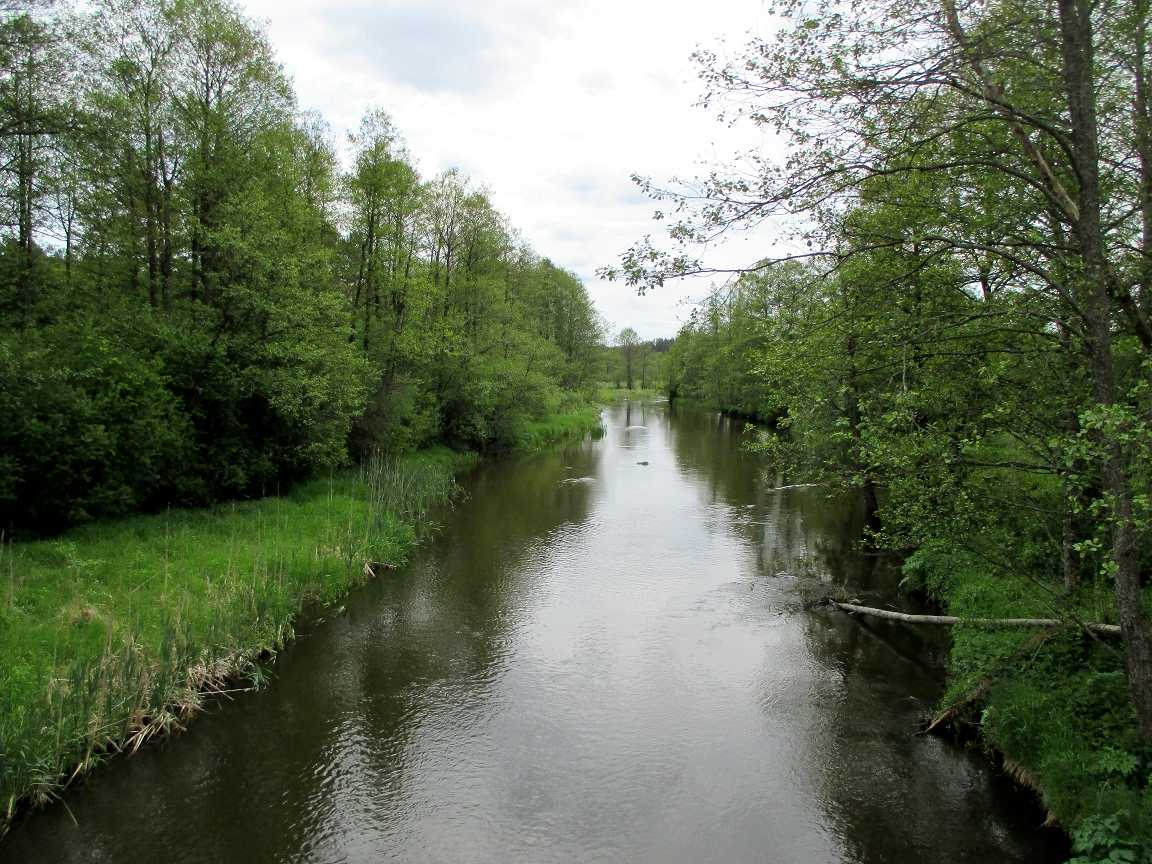

莫爾恰季河是白俄羅斯的河流，位於該國西部，流經巴拉納維茨基區和賈特勞斯基區，處於明斯克以西150公里，河道全長98公里，流域面積1,440平方公里，